# Telephone Time

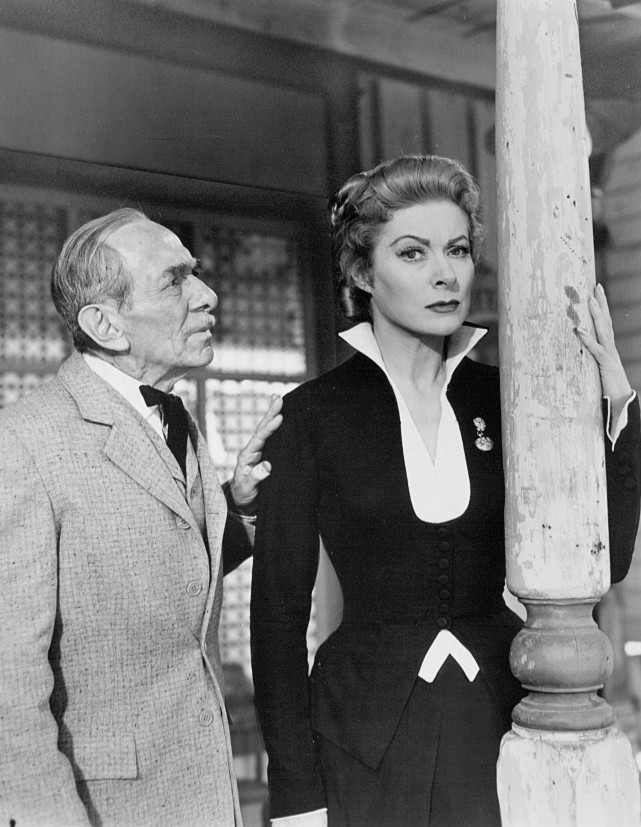

Telephone Time è una serie televisiva statunitense in 81 episodi trasmessi per la prima volta nel corso di 3 stagioni dal 1956 al 1958.
È una serie di tipo antologico in cui ogni episodio rappresenta una storia a sé. Gli episodi sono storie di genere drammatico e vengono presentati da John Nesbitt (1956-57) e da Frank Baxter (1957-1958). La prima stagione presenta storie tratte dai racconti brevi scritti dallo stesso Nesbitt. Dalla seconda stagione furono introdotti soggetti di altri autori e la serie cambiò canale passando dalla CBS alla ABC.

## Interpreti
La serie vede la partecipazione di numerosi attori cinematografici e televisivi, molti dei quali interpretarono diversi ruoli in più di un episodio.
Maurice Marsac (4), Norbert Schiller (3), Hugo Haas (3), Paul Bryar (3), Michael Landon (2), Terence de Marney (2), Sasha Harden (2), Jan Arvan (2), Gary Stewart (2), Gene Roth (2), Thomas Mitchell (2), William Talman (2), Tom Helmore (2), Walter Coy (2), Steven Geray (2), Jan Merlin (2), Jean Byron (2), Grant Richards (2), Lawrence Dobkin (2), Richard Karlan (2), Anthony Eustrel (2), Lowell Gilmore (2), Nestor Paiva (2), Leon Askin (2), Basil Howes (2), Judy Morris (2), Celia Lovsky (2), George Navarro (2), Bob Okazaki (2), Leslie Denison (2), Jack Kruschen (2), William Challee (2), Richard Hervey (2), Barbara Baxley (2), John Harmon (2), Rita Lynn (2), Florenz Ames (2), Barry Atwater (2), Russ Conway (2), Johnny Crawford (2), Hollis Irving (2), Susan Luckey (2), Ray Montgomery (2), Arthur Space (2), Theodore von Eltz (2), Helen Wallace (2), Katherine Warren (2), Will J. White (2), Nacho Galindo (2), Martin Garralaga (2), Richard Hale (2), Russell Hicks (2), Ray Kellogg (2), Grandon Rhodes (2), Beverly Washburn (2), Howard Wendell (2), Oliver McGowan (2), Harry Townes (2), Martha Wentworth (2), Herbert Anderson (2), Otto Waldis (2), Dave Willock (2), Michael Emmet (2), Victor Jory (1), Patrick McVey (1), George Brenlin (1), William Campbell (1), Peter Cookson (1), Bette Davis (1), Joel Grey (1), Billy Halop (1), Thelma Ritter (1), John Hudson (1), Walter Slezak (1), Henry Daniell (1), Reginald Denny (1), Pedro Gonzalez Gonzalez (1), Mike Mazurki (1), William Pullen (1), Adam Williams (1), Phyllis Avery (1), Claudette Colbert (1), Jean Howell (1), Richard Hylton (1), Barton MacLane (1), Addison Richards (1), Robert Barrat (1), James Best (1), Peter Coe (1), Peter Hansen (1), Ferdi B. Hoffman (1), Stephen Bekassy (1), John Dierkes (1), Barbara Dodd (1), Richard Garland (1), Kathy Garver (1), Don Haggerty (1), Michael Winkelman (1), Vic Perrin (1), Robert Easton (1), Connie Gilchrist (1), Ann Spencer (1), Russ Bender (1), John Carradine (1), Morgan Jones (1), Lester Matthews (1), Arlene McQuade (1), Kathleen Mulqueen (1), Narda Onyx (1), Peter J. Votrian (1), Paul R. Davis (1), Michael Galloway (1), Earle McVeigh (1), Robert Nichols (1), George Dunn (1), Bill Erwin (1), Ron Gans (1), Paul Langton (1), Debra Wayne (1), Frank Wilcox (1), Ed McCready (1), Holly Harris (1), Edwin Jerome (1), Wright King (1), Barney Phillips (1), Dick Crockett (1), Jean Engstrom (1), John Hoyt (1), William Newell (1), Don Pethley (1), Jack Raine (1), László Vadnay (1), Diane Wayne (1), Roberto Contreras (1), John Eldredge (1), Dennis King Jr. (1), Ben Niems (1), John Parrish (1), Robert Ross (1), Barry Truex (1), Lisa Golm (1), Joseph Hamilton (1), Dayton Lummis (1), Ralph Neff (1), Larry Turner (1), Leola Wendorff (1), David Post (1), Ray Bennett (1), Patricia Blair (1), Oliver Blake (1), Robert Boon (1), Ansis Tipans (1), Al Toigo (1), Dehl Berti (1), Stephen Coit (1), Alan Dexter (1), Dan Riss (1), Marcel Rousseau (1), Maya Van Horn (1), Patrick Riley (1), Hy Anzell (1), Leonard Carey (1), Frank Kirby (1), Michael Monroe (1), John Bleifer (1), Benny Burt (1), Alma Lawton (1), Michael Morgan (1), Lomax Study (1), John S. Peters (1), Pat Colby (1), Sidney Gordon (1), George Pelling (1), John Indrisano (1), Azemat Janti (1), Paul Newlan (1), Fred Nurney (1), Louise Treadwell (1), Pam Zack (1), Arne Bourge (1), Warren Hsieh (1), Charlotte Knight (1), Charles Green (1), Robert Karnes (1), Lewis Martin (1), Max Power (1), Molly Roden (1), Leonard Mudie (1), Noel Humphries (1), Herman Hack (1), Gordon Mills (1), Charles Zacha Jr. (1), Benny Goldberg (1), Dean Severence (1), Stuart Towers (1), Peter Miller (1), William Newgard (1), Victor Romito (1), Jim Lassiter (1), John Abbott (1), Erville Alderson (1), Corey Allen (1), James Anderson (1), Robert Anderson (1), Ronald Anton (1), Robert Arthur (1), Jacques Aubuchon (1), Jimmy Baird (1), Edgar Barrier (1), Harry Bartell (1), Scotty Beckett (1), Paul Birch (1), Philip Bourneuf (1), Peter Brocco (1), Robert Brubaker (1), Argentina Brunetti (1), Edgar Buchanan (1), Claire Carleton (1), George Chandler (1), Lon Chaney Jr. (1), Jan Chaney (1), Lewis Charles (1), Booth Colman (1), Peggy Converse (1), Melville Cooper (1), Broderick Crawford (1), John Crawford (1), Leora Dana (1), Ted de Corsia (1), Herbert Deans (1), James Dobson (1), John Dodsworth (1), Lester Dorr (1), Robert Ellenstein (1), Douglas Henderson (1), 

## Produzione
La serie fu prodotta da Jerry Stagg per Hal Roach Studios e girata negli Hal Roach Studios a Culver City, California. Le musiche furono composte da Leon Klatzkin.

### Registi
Tra i registi sono accreditati:
- Lewis Allen in 6 episodi (1956-1957)
- Robert B. Sinclair in 6 episodi (1957-1958)
- Erle C. Kenton in 5 episodi (1956-1957)
- Roy Kellino in 4 episodi (1956)
- Arthur Hiller in 4 episodi (1957-1958)
- Allen H. Miner in 4 episodi (1957-1958)
- Don Taylor in 4 episodi (1957-1958)
- George Waggner in 3 episodi (1957-1958)
- László Benedek in 2 episodi (1956)
- Owen Crump in 2 episodi (1957)
- Hugo Haas in 2 episodi (1957)
- Felix E. Feist in un episodio (1956)
- Robert Florey in un episodio (1956)
- Peter Godfrey in un episodio (1956)
- Arnold Laven in un episodio (1956)
- Eugène Lourié in un episodio (1956)
- Christian Nyby in un episodio (1956)
- Abby Berlin in un episodio (1957)
- Gilbert Kay in un episodio (1957)
- Wilhelm Thiele in un episodio (1957)
- Peter Tewksbury in un episodio (1958)

### Sceneggiatori
Tra gli sceneggiatori sono accreditati:
- Zoë Akins in un episodio (1957)
- D.D. Beauchamp in un episodio (1958)
- Joseph Calvelli in un episodio (1956)
- Sims Carter in un episodio (1956)
- David Duncan in un episodio (1958)
- Herbert Ellis in un episodio (1957)
- David Evans in 4 episodi (1956-1958)
- David A. Evans in un episodio (1958)
- Daniel V. Gallery in un episodio (1956)
- Milton Geiger in un episodio (1957)
- Marion Hargrove in un episodio (1957)
- John H. Kafka in un episodio (1957)
- John T. Kelley in un episodio (1957)
- Joseph Landon in 4 episodi (1956-1958)
- Norman Lessing in 5 episodi (1956-1957)
- Jerry D. Lewis in 2 episodi (1956-1957)
- C.M. Nelson in un episodio (1956)
- John Nesbitt in 6 episodi (1956-1957)
- Peter Packer in un episodio (1958)
- Maxine Rasco in un episodio (1957)
- William Rousseau in un episodio (1956)
- Donald S. Sanford in 11 episodi (1956-1957)
- Z. Stypulkowski in un episodio (1956)
- Palmer Thompson in un episodio (1958)
- László Vadnay in 7 episodi (1957-1958)

## Distribuzione
La serie fu trasmessa negli Stati Uniti dall'8 aprile 1956 al 1º aprile 1958 sulle reti televisive CBS (prima stagione e prima metà della seconda stasgione) e ABC (seconda metà della seconda stagione e terza stasgione).

## Episodi
| Stagione         | Episodi | Prima TV USA |
| ---------------- | ------- | ------------ |
| Prima stagione   | 17      | 1956         |
| Seconda stagione | 35      | 1956-1957    |
| Terza stagione   | 29      | 1957-1958    |